# Comisión Turkel
La Comisión Turkel es un órgano creado por el Gobierno de Israel para investigar el Ataque a la flotilla de Gaza, y el Bloqueo israelí de Gaza. Es dirigida por el exjuez de la Corte Suprema de Israel, Jacob Turkel. Los primeros miembros de la comisión fueron el expresidente del Technion y experto militar, Horev Amos , y el profesor de Derecho Internacional, Shabtai Rosenne , quien falleció en septiembre de 2010. Con el objetivo de brindarle más imparcialidad se integraron dos observadores internacionales, el ex primer ministro de Irlanda del Norte, David Trimble, y el exjuez militar canadiense Ken Watkin, y posteriormente dos integrantes civiles.

## Antecedentes
La comisión surgió a raíz de los continuos llamados de Naciones Unidas y de la Comunidad Internacional para investigar de forma independiente los hechos sucedidos durante el asalto al Barco MV Mavi Marmara integrante de la denominada "Flotilla de la Libertad" en mayo de 2010. Israel accedió a crear una Comisión Nacional pero integrada por observadores internacionales expertos en los temas concernientes a la susodicha acción perpetrada por el Marina de Israel.

## Miembros
A partir del 17 de junio, los miembros designados para integrar la comisión son:
Miembros israelíes:
- Presidente: Jacob Turkel - Exjuez de la Suprema Corte Israelí
- Shabtai Rosenne - Profesor de Derecho Internacional de la Universidad Bar Ilán. El profesor Rosenne, 93 años, murió trabajando en la comisión el 21 de septiembre de 2010.[4]
- Mayor General(r) Amos Horev - General israelí retirado y presidente del Instituto Tecnológico de Israel (Technion).

Los miembros u observantes internacionales son:
- David Trimble (Reino Unido) ganador del Premio Nobel de la Paz y ex primer ministro de Irlanda del Norte
- Ken Watkin (Canadá) - fiscal general del Ejército canadiense

En julio de 2010, el gobierno israelí aceptó la demanda de Jacob Turkel para adicionar otros dos miembros a la comisión, estos nuevos integrantes fueron:
- Miguel Deutch, profesor de Derecho Civil en la Universidad de Tel Aviv.
- Reuven Merchav, funcionario civil de Ministerio de Relaciones Exteriores de Israel.

## Observadores Internacionales
Los observadores internacionales tendrán derecho a oír las discusiones como también tomar parte de ellas, sin embargo no podrán votar en las conclusiones finales, también podrán hacerle preguntas libremente a los testigos citados, así como revisar los documentos que deseen, salvo aquellos cuya filtración podría resultar en un grave perjuicio a la seguridad nacional del Estado de Israel. De acuerdo con la BBC y el periódico alemán Der Spiegel, ambos observadores serían "amigos de Israel".

## Objetivos de la comisión y críticas
La investigación tiene como objetivo determinar la legalidad del bloqueo israelí y de las acciones de la armada israelí durante la incursión. Buscará dilucidar, además, las denuncias de crímenes de guerra y violaciones del derecho internacional conforme a los estándares internacionales. También se verá la posición de Turquía, y las medidas adoptadas por los organizadores de la flotilla, especialmente la ONG IHH, y examinará la identidad y las intenciones de los participantes de la flotilla.
La comisión fue aprobada por el Gabinete de Israel el 14 de junio. La investigación puede celebrar sesiones a puerta cerrada si se decide. La investigación exclusivamente examinará la legalidad del bloqueo naval de Israel de Gaza y el ataque a la flotilla.
En medio de la crítica mediática que ha intentado mostrar a la comisión como un instrumento o método para justificar el bloqueo de Gaza, el uso de la fuerza para mantenerlo y el incidente de la flotilla de Gaza, Jacob Turkel, el presidente de la comisión, solicitó ampliar las facultades de la comisión. En un principio, no tenía la facultad para citar testigos y no podía sacar conclusiones personales contra los implicados en el ataque. El primer ministro Benjamin Netanyahu, el ministro de Justicia Yaakov Neeman, el ministro de Defensa Ehud Barak y Turkel participan en intensas negociaciones sobre el mandato y las atribuciones de la comisión. Barak se negó a dejar que el órgano haga preguntas a ninguno de los soldados de las Fuerzas de Defensa de Israel, oficiales del Estado Mayor u al fiscal general del Ejército. Turkel ha amenazado con dimitir si a la comisión no le son ampliadas sus facultades. Frente a esto último, el gobierno israelí ha tenido que permitir que se puedan citar testigos, aceptar la integración de nuevos miembros y que las declaraciones de los testigos pudiesen perjudicar ulteriormente a las personas que las emitan.
Además de las críticas referentes a una posible falta de imparcialidad esgrimidas por algunos sectores de la sociedad israelí, la comunidad internacional, la Autoridad Nacional Palestina y Turquía, se ha cuestionado a la comisión por parte de grupos feministas israelíes ya que esta no posee ningún integrante femenino. Frente a las críticas, el gobierno israelí emprendió esfuerzos para incluir mujeres en el órgano investigativo, sin embargo, las cinco mujeres que fueron requeridas optaron por desechar la oferta por diferentes razones.

## Resultados
El 20 de enero de 2011, una fuente que trabajó junto a los miembros de la Comisión Turkel, manifestó que sus miembros probablemente determinarán que Israel no cometió ningún crimen de guerra durante los eventos acaecidos durante el allanamiento a la flotilla y las acciones perpetradas por la Marina de Israel están acordes al Derecho Internacional. Según la misma fuente, la decisión habría sido adoptada por la unanimidad de los miembros de la comisión, y contaría con la aprobación de los observadores internacionales.
Los rumores anteriormente mencionados fue confirmados el 23 de enero de 2011, cuando la comisión entregó sus resultados en un primer reporte de casi 300 páginas. Las conclusiones se centran primeramente en el bloqueo israelí a Gaza, concluyendo que Israel cumple con todas las obligaciones humanitarias que le corresponden respecto al bloqueo, también se refirió al hecho de que la Marina de Israel ofreció descargar la carga humanitaria en el puerto de Ashdod, estableciendo de este modo que las intenciones de Israel no eran detener la carga humanitaria, o evitar que esta fuese entregada, sino más bien mantener el bloqueo naval respecto a la Franja de Gaza, dicha acción se encuentra consagrada en el derecho internacional, y es una facultad que incluso puede ejercerse en aguas internacionales, siempre y cuando se tenga certeza de que el bloqueo busca ser quebrantado, certeza que se tenía en el ataque a la flotilla, según la comisión. Asimismo, la comisión recomendó respecto al bloqueo terrestre, que Israel debe preocuparse más respecto a las necesidades médicas palestinas, buscando que el Gobierno de Israel se asegure de que estas sean satisfechas. Además planteó la necesidad de que las acciones que buscan detener el lanzamiento de misiles Qassam y Grad sobre territorio israelí vayan en directo desmedro del grupo Hamás, en lugar de afectar a la población civil.
Respecto al abordaje, la comisión concluyó que no se cometieron crímenes de guerra y la acción perpetrada por el ejército israelí fue legal. Entre las afirmaciones del reporte, se asegura que los soldados sólo recurrieron a sus armas de fuego cuando vieron su integridad amenazada y que los disparos de los soldados israelíes fueron efectuados en defensa propia, en respuesta a la violenta reacción de los tripulantes del MV Mavi Marmara frente al abordaje de la Marina de Israel. Respecto a lo último el reporte se refiere a los nueve soldados israelíes que resultaron heridos durante la operación. 
En relación con el método utilizado para detener la embarcación, se asegura que este fue el correcto debido a los continuos e infructuosos intentos de abordar el barco de otra manera, por medio de lanchas. El reporte señala que la utilización de soldados y helicópteros fue una táctica adecuada que se adapta a la legislación internacional, y es consistente con la experiencia de otras armadas, afirmando que los métodos de detención de buques, especialmente los de gran envergadura, en alta mar son muy limitados.